# Liste der Baudenkmäler in Weisendorf
Auf dieser Seite sind die Baudenkmäler in dem mittelfränkischen Markt Weisendorf zusammengestellt. Diese Tabelle ist eine Teilliste der Liste der Baudenkmäler in Bayern. Grundlage ist die Bayerische Denkmalliste, die auf Basis des Bayerischen Denkmalschutzgesetzes vom 1. Oktober 1973 erstmals erstellt wurde und seither durch das Bayerische Landesamt für Denkmalpflege geführt wird. Die folgenden Angaben ersetzen nicht die rechtsverbindliche Auskunft der Denkmalschutzbehörde.
 Diese Liste gibt den Fortschreibungsstand vom 29. November 2023 wieder und enthält 25 Baudenkmäler.

## Baudenkmäler nach Ortsteilen

### Weisendorf
| Lage                                                          | Objekt                                                   | Beschreibung | Akten-Nr.     | Bild           |
| ------------------------------------------------------------- | -------------------------------------------------------- | --- | ------------- | -------------- |
| Hauptstraße 3 (Standort)                                      | Bauernanwesen: Wohnhaus                                  | zweigeschossiger giebelständiger Satteldachbau mit Fachwerkobergeschoss, 1. Hälfte 17. Jh. Jahrhundert | D-5-72-164-1  | weitere Bilder |
| Hauptstraße 3 (Standort)                                      | Bauernanwesen: Scheune                                   | Fachwerkbau mit einseitigem Halbwalmdach, gleichzeitig | D-5-72-164-1  | weitere Bilder |
| Hauptstraße 6 (Standort)                                      | Evangelisch-lutherische Pfarrkirche                      | mittelalterliche Chorturmanlage, spätgotischer, fünfgeschossiger Chorturm mit Spitzhelm und eingeschossigen Flügelbauten mit steilen Pultdächern, westlich angebaut Langhaus mit Walmdach, Langhaus im Kern romanisch, Turm im Kern 15. Jahrhundert, Langhausumbau und Barockisierung im 18. Jahrhundert, Dach dendrochronologisch datiert auf 1718/19; mit Ausstattung | D-5-72-164-2  | weitere Bilder |
| Hauptstraße 6 (Standort)                                      | Reste der Kirchhofbefestigung                            | Sandsteinquadermauerwerk, 16. Jahrhundert | D-5-72-164-2  | weitere Bilder |
| Hauptstraße 12 (Standort)                                     | Evangelisches Pfarrhaus                                  | Zweigeschossiger massiver Walmdachbau mit Ecklisenen, bezeichnet „1822“, im Kern älter | D-5-72-164-3  | weitere Bilder |
| Hauptstraße 22 (Standort)                                     | Wohnhaus                                                 | Zweigeschossiger giebelständiger Satteldachbau mit reichem Zierfachwerk, zweite Hälfte 17. Jahrhundert | D-5-72-164-6  | weitere Bilder |
| Schlossgartenstraße 11 (Standort)                             | Schloss                                                  | zweigeschossiger, vierflügeliger Satteldachbau um quadratischen Innenhof, mit Gesimsgliederung und vier zweigeschossigen, polygonalen Ecktürmen mit Zwiebelhauben, anstelle einer mittelalterlichen Burg neu errichtet 1689–91 | D-5-72-164-29 | weitere Bilder |
| Schlossgartenstraße 11; im Ostteil des Nordflügels (Standort) | Schlosskapelle                                           | Rokoko, um 1760; mit Ausstattung | D-5-72-164-29 | BW             |
| Höchstadter Straße 2 (Standort)                               | Einfriedung                                              | Ummauerung mit kugelbekrönten Sandsteinpfeilern, 18. Jahrhundert | D-5-72-164-29 | weitere Bilder |
| Schlossgartenstraße 11 (Standort)                             | Schlosspark                                              | sogenannte Englische Anlage, 18./19. Jahrhundert | D-5-72-164-29 | BW             |
| Höchstadter Straße 4 (Standort)                               | Ökonomiegebäude des Schlosses                            | langgestreckter zweigeschossiger Walmdachbau mit Fachwerkobergeschoss und Risalit in Form einer hölzernen Laube, Ende 18. Jahrhundert | D-5-72-164-8  | weitere Bilder |
| Höchstadter Straße 6 (Standort)                               | Ehemals Torhaus zum Schlossgarten, nach 1812 Gärtnerhaus | zweigeschossiger Massivbau mit Mansardwalmdach und Rundbogenportal, 1720, verändert nach 1812 | D-5-72-164-9  | weitere Bilder |
| Höchstadter Straße 13 (Standort)                              | Gasthof                                                  | Zweigeschossiger massiver Walmdachbau mit profilierten, geohrten Fenstergewänden im Obergeschoss, dendrochronologisch datiert auf 1764/65, verändert um 1930 | D-5-72-164-10 | weitere Bilder |
| Kirchenstraße 10 (Standort)                                   | Kleinhaus                                                | Eingeschossiger Halbwalmdachbau mit Fachwerkgiebel, bezeichnet „1826“ | D-5-72-164-11 | BW             |
| Kirchenstraße 21 (Standort)                                   | Katholisches Pfarrhaus                                   | Zweigeschossiger massiver Walmdachbau mit Putzgliederung, erste Hälfte 19. Jahrhundert | D-5-72-164-13 | BW             |
| Kirchenstraße 23 (Standort)                                   | Katholische Pfarrkirche St. Joseph                       | Neuromanischer Saalbau mit Satteldach und Natursteingliederung, eingezogener Chor mit halbrunder Apsis, Fassadenturm mit Spitzhelm, 1885; mit Ausstattung | D-5-72-164-14 | weitere Bilder |

### Buch
| Lage                                                | Objekt           | Beschreibung                                                                    | Akten-Nr.     | Bild           |
| --------------------------------------------------- | ---------------- | ------------------------------------------------------------------------------- | ------------- | -------------- |
| Dorfstraße 14 (Standort)                            | Wohnstallhaus    | Eingeschossiger giebelständiger Satteldachbau, Fachwerk, 18. Jh.18. Jahrhundert | D-5-72-164-15 | weitere Bilder |
| Kr ERH 13, an der Straße nach Falkendorf (Standort) | Zwei Steinkreuze | Wohl 17. Jahrhundert                                                            | D-5-72-164-16 | weitere Bilder |

### Kairlindach
| Lage                                                              | Objekt                                         | Beschreibung | Akten-Nr.              | Bild |
| ----------------------------------------------------------------- | ---------------------------------------------- | --- | ---------------------- | --- |
| Kairlindacher Straße 20 (Standort)                                | Kleinbauernhaus                                | Erdgeschossiger, verputzter Sandsteinquaderbau mit Satteldach und Eckquaderung, im Kern 1703 (dendrochronologisch datiert) | D-5-72-164-28          | weitere Bilder |
| Kairlindacher Straße 32 (Standort)                                | Pfarrhaus                                      | Zweigeschossiger Walmdachbau mit Gurtgesimsen, spätklassizistisch, um 1870 | D-5-72-164-19          | weitere Bilder |
| Kairlindacher Straße 32 (Standort)                                | Einfriedung                                    | Rechteckige Sandsteinpfeiler, gleichzeitig | D-5-72-164-19          | weitere Bilder |
| Kairlindacher Straße 33 (Standort)                                | Schulhaus, jüdisches Schulhaus 1766–1880       | Zweigeschossiger, verputzter Fachwerkbau mit Walmdach, errichtet 1680, Obergeschoss und Walmdach 1721 | D-5-72-164-18          | weitere Bilder |
| Kairlindacher Straße 36 (Standort)                                | Evangelisch-lutherische Pfarrkirche St. Kilian | Ehemals mittelalterliche Chorturmanlage, Chorturm, dreigeschossiger Sandsteinquaderbau mit Gesimsgliederung und barocker Zwiebelhaube, Langhaus, neubarock-jugentstiliger, zweigeschossiger und kreuzförmiger Anbau mit Satteldächern, im Winkel Sakristei, eingeschossiger Walmdachbau, Turm im Kern 15. Jh., Haube 1737/38, Langhaus und Sakristei 1913 mit Ausstattung | D-5-72-164-17          | weitere Bilder |
| Kairlindacher Straße 36 (Standort)                                |                                                | Friedhofseinfriedung | D-5-72-164-17          | weitere Bilder |
| Kairlindacher Straße 36 (Standort)                                | Grabmal                                        | mit eisernem Kruzifix, Postament Sandstein, mit Schlange, um 1870 | D-5-72-164-17          | BW |
| Auf dem Brand (am Weg von Biengarten nach Kairlindach) (Standort) | Steinkreuz, sogenannter Schäferstein           | Sandstein, wohl 17. Jh. | D-5-72-135-93 Wikidata | [[Vorlage:Bilderwunsch/code!/C:49.650965113642,10.83838298483!/D:Auf dem Brand (am Weg von Biengarten nach Kairlindach), Steinkreuz, sogenannter Schäferstein!/\|BW]] |

### Neuenbürg
| Lage                   | Objekt                   | Beschreibung | Akten-Nr.     | Bild           |
| ---------------------- | ------------------------ | --- | ------------- | -------------- |
| Mühlenweg 3 (Standort) | Ehemaliges Wasserschloss | U-förmige Dreiflügelanlage, durch Zwischentrakt zum Geviert geschlossen, dreigeschossige, verputzte Satteldachbauten, Zwischentrakt mit Uhrturm mit Zwiebelhaube, im Kern mittelalterliches Weiherhaus, Umbauten dendro.dat. 1709–12 | D-5-72-164-21 | weitere Bilder |
| Mühlenweg 3 (Standort) | Grabenanlage             | | D-5-72-164-21 | Grabenanlage   |
| Mühlenweg 3 (Standort) | Schlosspark              | | D-5-72-164-21 | BW             |

### Rezelsdorf
| Lage                              | Objekt                                             | Beschreibung | Akten-Nr.     | Bild           |
| --------------------------------- | -------------------------------------------------- | --- | ------------- | -------------- |
| Am Brunnenhof 14 (Standort)       | Steinkreuz                                         | Wohl 17. Jahrhundert | D-5-72-164-26 | BW             |
| Im Schafhof 18 (Standort)         | Ehemaliges Hirtenhaus                              | Wohnstallhaus, eingeschossiger Steilsatteldachbau mit zum Teil Sandsteinquader-, zum Teil Ziegelsteinmauerwerk, östliche Traufseiteverputztes Fachwerk, 18. Jahrhundert                                            | D-5-72-164-32 | weitere Bilder |
| Rezelsdorfer Straße 11 (Standort) | Ehemalige Schule                                   | Eingeschossiger, giebelständiger Fachwerkbau mit Satteldach und hohem Fundament, 17./18. Jahrhundert | D-5-72-164-24 | BW             |
| Sebald-Rieter-Weg 2 (Standort)    | Evangelisch-lutherische Filialkirche St. Katharina | Langhaus mit Satteldach, Westturm mit Spitzhelm und eingezogenem 5/8-Chor mit Strebepfeilern, Turm im Kern wohl 14. Jahrhundert, Langhaus und Chor 2. Hälfte 15. Jahrhundert, Barockisierung 1715; mit Ausstattung | D-5-72-164-22 | weitere Bilder |
| Ziegelhüttenweg 1 (Standort)      | Ziehbrunnen                                        | Runde Steineinfassung mit kleinem, von Sandsteinpfeilern getragenem Satteldach, 18. Jahrhundert | D-5-72-164-23 | weitere Bilder |

### Sintmann
| Lage                                      | Objekt     | Beschreibung         | Akten-Nr.     | Bild           |
| ----------------------------------------- | ---------- | -------------------- | ------------- | -------------- |
| Sintmanner Straße (bei Nr. 11) (Standort) | Steinkreuz | Wohl 17. Jahrhundert | D-5-72-164-27 | weitere Bilder |

## Ehemalige Baudenkmäler
In diesem Abschnitt sind Objekte aufgeführt, die früher einmal in der Denkmalliste eingetragen waren, jetzt aber nicht mehr. Objekte, die in anderem Zusammenhang also z. B. als Teil eines Baudenkmals weiter eingetragen sind, sollen hier nicht aufgeführt werden. Aktennummern in diesem Abschnitt sind ehemalige, jetzt nicht mehr gültige Aktennummern.

| Lage                                 | Objekt                  | Beschreibung                                                                                        | Akten-Nr.    | Bild |
| ------------------------------------ | ----------------------- | --------------------------------------------------------------------------------------------------- | ------------ | ---- |
| Weisendorf Hauptstraße 18 (Standort) | Satteldachbau           | Erdgeschoss massiv, Obergeschoss Fachwerk verputzt, im Kern zweite Hälfte 18. Jahrhundert, erneuert | D-5-72-164-5 | BW   |
| Weisendorf Hauptstraße 24 (Standort) | Gasthaus Goldener Engel | Halbwalmdachbau, Erdgeschoss massiv, Obergeschoss Fachwerk, bezeichnet „1833“                       | D-5-72-164-7 | BW   |